# Con la grazia di un Dio
Con la grazia di un Dio è un film del 2023 scritto e diretto da Alessandro Roja.

## Trama
Dopo venticinque anni Luca torna a Genova per partecipare al funerale del suo migliore amico d'infanzia, Vincenzo. Tutti sono convinti che la morte sia dovuta alle droghe, all'alcool, alla sua vita sregolata. La sera, dopo una rimpatriata con i compagni di un tempo, Luca si interroga sulla fine dell'amico e, nonostante abbia programmato di fermarsi solo per poche ore, si lascia travolgere dai dubbi e finisce per rimanere a Genova per alcuni giorni. Le immagini e i ricordi che riemergono nella memoria lo costringono a fare i conti col passato. Luca comincia a indagare sul gruppo degli amici, nonostante i loro consigli, sempre più insistenti, di lasciar perdere e di ripartire; presto scoprirà che uno di loro è il vero responsabile della morte dell'amico.

## Produzione
Le riprese si sono svolte alla fine del 2022 a Genova, principalmente nella zona del centro storico e del porto ma anche nel quartiere di Staglieno, alla stazione di Genova Brignole e nelle zone del Biscione e della Fiumara.

## Distribuzione
Il film è stato presentato in anteprima alla 80ª Mostra del cinema di Venezia nell'ambito delle Giornate degli autori, per poi essere distribuito nelle sale cinematografiche italiane a partire dal 30 novembre 2023. Il film è stato reso disponibile su Now.